# 金毘羅歴史文化道
金毘羅歴史文化道（こんぴられきしぶんかどう）は、四国歴史文化道に指定されている香川県の観光モデル地域。琴平町とまんのう町と綾川町と善通寺市と多度津町と丸亀市と坂出市が対象。テーマは「こんぴらさんと空海の里」。

## 名所
| 名所                     | 位置                   | 語り部                     | 語り部案内料 | 備考                                                                                             |
| ------------------------ | ---------------------- | -------------------------- | ------------ | ------------------------------------------------------------------------------------------------ |
| 金刀比羅宮               | 仲多度郡琴平町892-1    |                            |              | 讃岐のこんぴらさんとして全国から多くの参拝客でにぎわう海上安全の神がまつられている神社。         |
| 旧金毘羅大芝居（金丸座） | 仲多度郡琴平町乙1241   |                            |              | 現存するわが国最古の芝居小屋で毎年歌舞伎が開催されている。                                       |
| 高灯篭                   | 仲多度郡琴平町琴平361  |                            |              | 門前町琴平のシンボル高さ28m。                                                                    |
| 鞘橋                     | 仲多度郡琴平町阿波町   |                            |              | かつては参道の入り口にあった屋根つきの橋。                                                       |
| 満濃池                   | 仲多度郡まんのう町神野 | まんのう池コイネット会員   |              | 弘法大師が築造したため池。                                                                       |
| 国営讃岐まんのう公園     | 仲多度郡まんのう町吉野 |                            |              | 四国で唯一の国営公園。四季を通じて多彩なイベントが開催される。                                   |
| 滝宮天満宮               | 綾歌郡綾川町滝宮       | 天満宮社務所職員           |              | 菅原道真ゆかりの神社、うそかえ神事が行われている。                                               |
| 丸亀城                   | 丸亀市一番丁           | 丸亀城文化財観光案内会会員 | 無料         | 生駒親正が築城。扇の勾配と呼ばれる美しい石垣をもつ城で国の史跡。天守閣は国の重要文化財。         |
| 中津万象園               | 丸亀市中津町           |                            |              | 丸亀藩主京極高豊が藩祖の地である近江八景と琵琶湖の島々をかたどって築庭した池泉回遊式の庭園。     |
| 塩飽勤番所               | 丸亀市本島町泊78       | 本島観光案内人             | 有料         | 塩飽勤番所は、江戸時代に塩飽諸島を自治した人名（年寄）が、塩飽諸島の政務をみた政庁跡、国の史跡。 |